# Ole Balslev
Ole Balslev (født 1935) er en dansk filolog og tidligere rektor.
Han er uddannet filolog og har været lektor i græsk, latin og oldtidskundskab ved Ribe Katedralskole (1967-81), Holstebro Gymnasium, Mulernes Legatskole og ekstern lektor ved Syddansk Universitet og Aarhus Universitet. Balslev var rektor for Holstebro Gymnasium fra 1981 til 1990. Sammen med Christian Gorm Tortzen har han oversat Anacharsis. En antik Rousseau og hans samfundskritik (2005, Museum Tusculanums Forlag, ISBN 978-87-635-0334-1).
I et interview i Jyllands-Posten stod Balslev i sommeren 2013 frem og fortalte om sit medlemskab af Arne Sejrs private efterretningstjeneste, Firmaets, Analysegruppe i perioden 1956 til 1960. Analysegruppen havde i alt seks medlemmer, og arbejdet bestod hovedsagelig i at gennemlæse Land og Folk, vurdere artiklernes karakter og sammenholde indholdet med data fra aflytningen af DKP-politikeren Alfred Jensen.
Balslev blev rekrutteret til Firmaet, da han som filologistuderende boede på Nordisk Kollegium i København. Balslev var medlem af Hjemmeværnets Akademisk Skytteforening, og da han en dag dukkede op i uniform, blev det bemærket af medbeboeren Poul Antonsen, der senere blev politiker. Antonsen inviterede Balslev til et møde, og Balslev mødte derfor første gang Arne Sejr i dennes lejlighed på Serridslevvej på Østerbro i efteråret 1956. Balslev bekræfter, at finansieringen af Firmaet i hvert fald kom fra Det Konservative Folkeparti og måske fra Venstre (Antonsens parti) og Socialdemokratiet.